# Rhizoecus olmuensis
Rhizoecus olmuensis är en insektsart som beskrevs av Hambleton 1978. Rhizoecus olmuensis ingår i släktet Rhizoecus och familjen ullsköldlöss. Inga underarter finns listade i Catalogue of Life.